# Bobrovníky

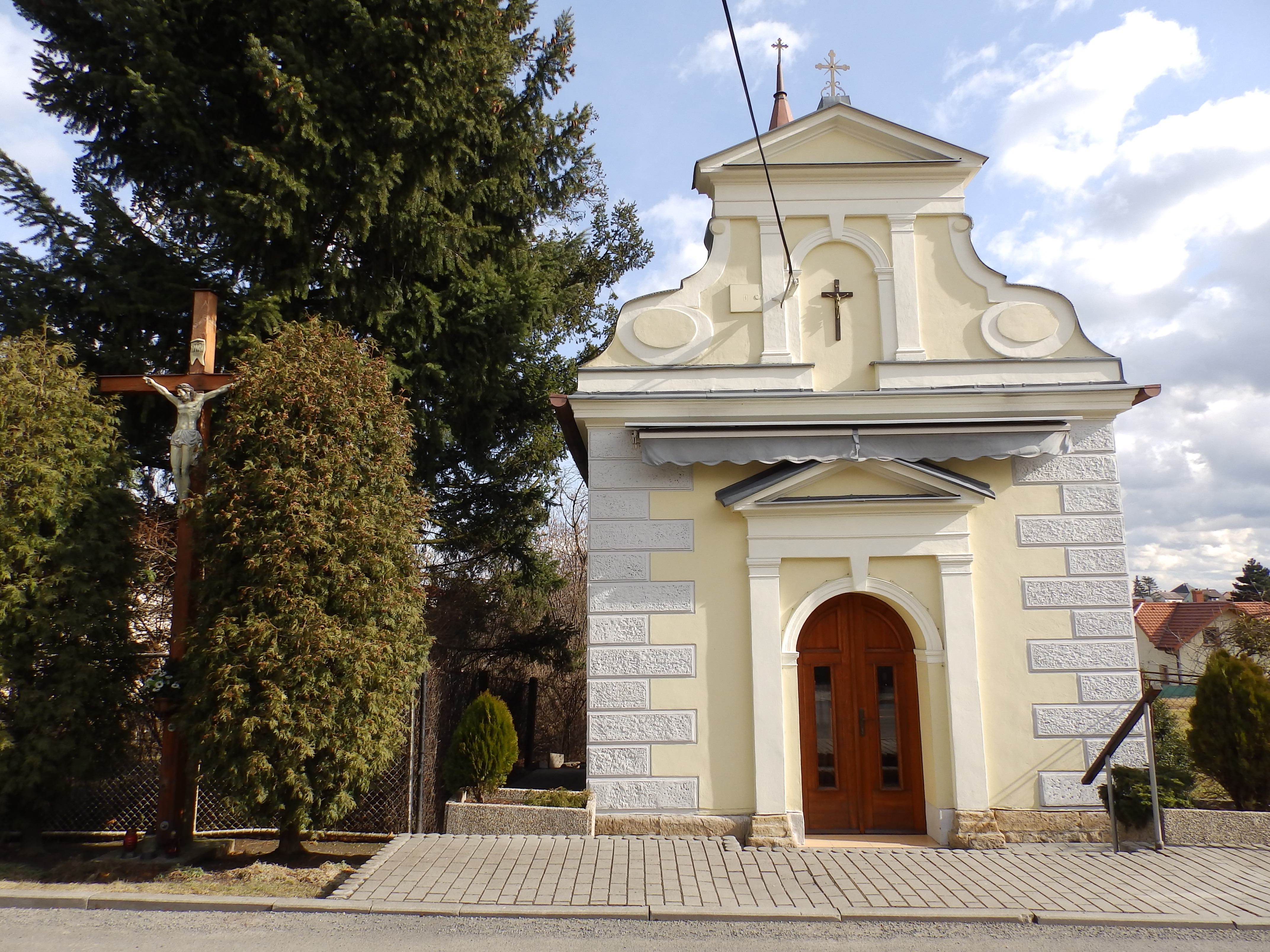
Kapelle des hl. Prokop

Bobrovníky (deutsch Bobrownik; polnisch Bobrowniki) ist ein Ortsteil der Stadt Hlučín (Hultschin) in Tschechien. Er liegt dreieinhalb Kilometer südöstlich von Hlučín an der Stadtgrenze von Ostrava und gehört zum Okres Opava.

## Geographie
Das von ausgedehnten Wäldern umschlossene Haufendorf Bobrovníky befindet sich linksseitig über dem Tal der Opava (Oppa) auf einer Kuppe in den Ausläufern der Vítkovská vrchovina (Wigstadtler Berge). Am östlichen Ortsrand erhebt sich der Hřib (Pilz; 321 m.n.m.). Gegen Osten erstreckt sich der Ludgeřovický les (Ludgerstaler Wald), südlich und westlich der Bobrovnický les (Bobrowniker Wald).
Nachbarorte sind Malánky (Malanken) und Vrablovec (Wrablowetz) im Norden, Ludgeřovice (Ludgerstal) im Nordosten, Nový Dvůr (Neuhof) und Petřkovice (Petershofen) im Osten, Lhotka (Ellguth-Hultschin) im Südosten, Hošťálkovice (Hoschialkowitz) und Třebovice (Strzebowitz) im Süden, Pustkovec (Puskowetz), Svoboda (Freiheit), Martinov (Martinau) und Žižkov im Südwesten, Děhylov (Dielhau) im Westen sowie Vinná Hora (Weinberg), Podlesí und Jasénky (Jassenka) im Nordwesten.

## Geschichte
Das Dorf entstand der Überlieferung nach als Ansiedlung von herzoglichen Hütern und Biberjägern, die den Hof in Troppau mit edlen Rauchwaren versorgten. Die erste schriftliche Erwähnung von Bobernig bzw. Bebernig erfolgte im Jahre 1377 im Zuge der Teilung des Herzogtums Troppau. Das Dorf gehörte zu dieser Zeit zusammen mit Hultschin, Koblau und Margwardsdorf zu den Gütern der Burg Landek und verblieb beim Troppauer Anteil, der den Brüdern Herzog Wenzel I. und Přemysl I. zugefallen war. In Folge der Zerstörung der Burg im Jahre 1474 wurde der Herrschaftssitz auf das Schloss Hultschin verlegt. Im Laufe der Zeit wechselten sich verschiedene Adelsgeschlechter, darunter lange Zeit die Freiherren von Würben und Freudenthal, als Besitzer der Herrschaft ab.
1518 wurde das Dorf als Bobrovinky, ab 1547 als Bobrovníky, 1593 als Bobr bei Hylczyn, ab 1720 als Bobrownik und 1771 als Bobrownitz bezeichnet. Im Jahre 1618 bestand das Dorf aus acht Bauern mit einem Vogt sowie zwei Gärtner, die insgesamt 21 Hektar und 12 Ar Ackerland bewirtschafteten. 1620 wurden in dem Dorf eine dem hl. Hubertus gewidmete hölzerne Kapelle als Betraum für die herrschaftlichen Jäger und Biberfänger errichtet.
Nach dem Ersten Schlesischen Krieg fiel Bobrownik 1742 wie fast ganz Schlesien an Preußen. 1743 wurde Bobrownik dem neugebildeten Kreis Leobschütz zugeordnet. Im Jahre 1783 bestand der Ort aus sieben Bauern und drei Gärtnern, insgesamt lebten damals in Bobrownik 63 Personen. 1815 zerstörte ein Blitzeinschlag die Hubertuskapelle. Im Zuge der Kreisreform vom 1. Januar 1818 wurde Bobrownik dem Kreis Ratibor zugewiesen. Ab 1819 war der Freiherr Spens von Booden Besitzer der Herrschaft. Im Jahr darauf wurde die neue, dem hl. Prokop geweihte Kapelle errichtet.

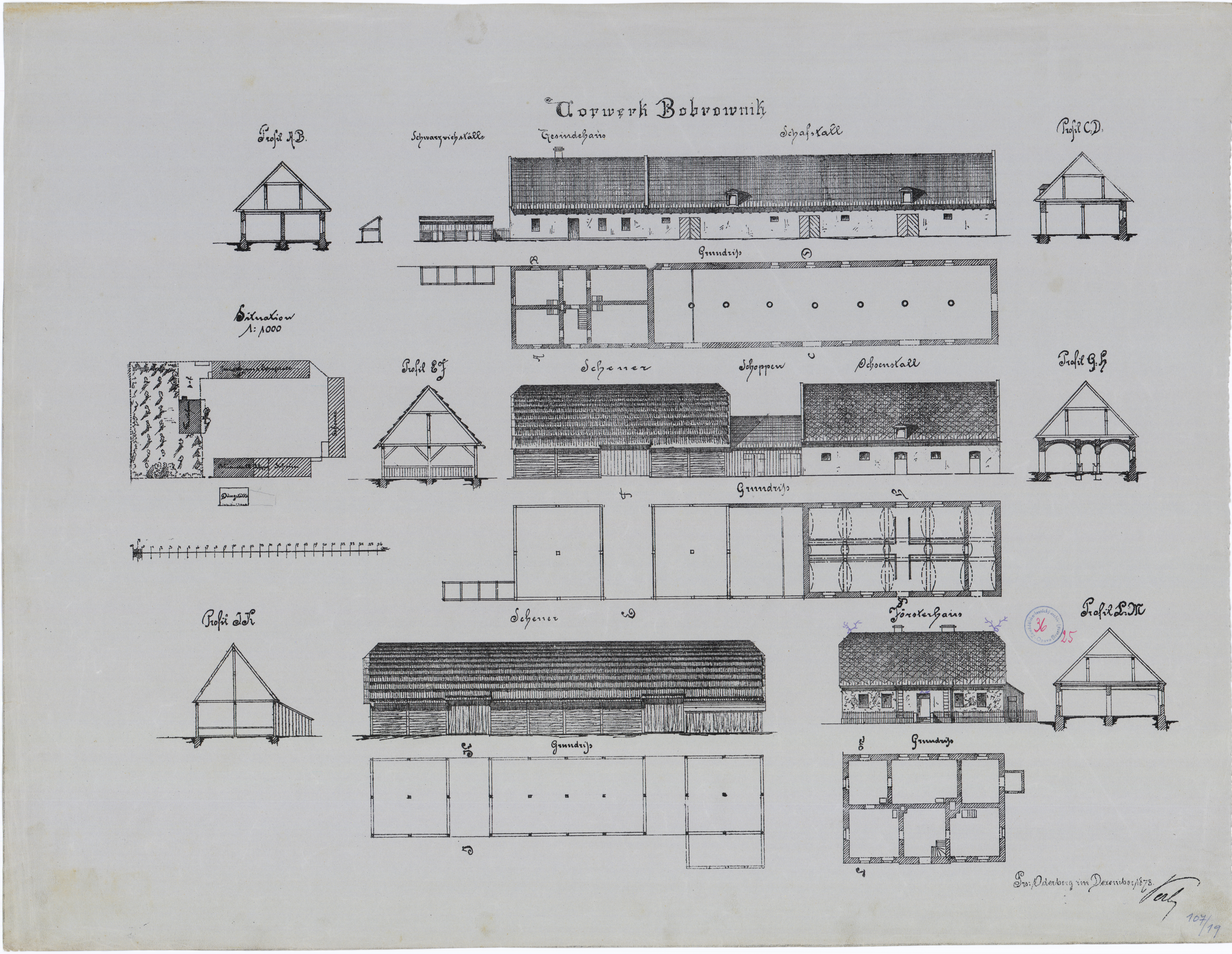
Vorwerk Bobrownik (1878)

1830 standen in Bobrownik bzw. Bobrowniki 20 Häuser; das Dorf hatte 104 katholische Einwohner. Im Ort gab es eine Frei-Erbrichterei. Grundherren waren die von Spens´schen Erben. Sowohl das Dorf als auch die Erbrichterei unterstanden dem Patrimonialgericht Hultschin; Pfarr- und Schulort war Hultschin. Unter dem nachfolgenden Besitzer der Grundherrschaft, Victor Wichura, erfolgte ein Ausverkauf von Teilen der Herrschaft. Bobrownik wurde 1842 abgetrennt und an den Mährisch Ostrauer Kaufmann Römisch veräußert. Im Jahre 1845 bestand Bobrownik bzw. Bobrowniki einschließlich der nördlich angrenzenden Kolonie Malanken aus 38 Häusern. In dem Dorf mit 205 durchweg katholischen Einwohnern gab es eine freie Erbrichterei, ein Schankhaus und mehrere Steinbrüche. Salomon Meyer von Rothschild, der im selben Jahre von Wichura die Grundherrschaft Hultschin erworben hatte, kaufte 1847 die Güter Bobrownik, Ludgierzowitz und Petrzkowitz zurück und vereinigte sie wieder mit Hultschin. Im Jahre 1864 gliederte sich die Gemarkung Bobrownik bzw. Bobrovnik in die Gemeinde und das Rittergut. Die am Pilz, dem höchsten Punkt des Kreises Ratibor gelegene Gemeinde, bestand aus der in den Besitz der Grundherrschaft übergegangenen Erbrichterei, mit der die sechs Bauernhöfe vereinigt waren, sowie sechs Gärtnern, 33 Häuslerstellen und einem Wirtshaus. Zur Gemeinde Bobrownik gehörten 449 Morgen Land, davon 406 Morgen Ackerland, 20 Morgen Wald und 14 Morgen Wiesen. Ein Teil der Bewohner arbeitete als Nebenverdienst in den österreichischen Kohlegruben bei Mährisch Ostrau. Der Schulunterricht erfolgte in Ellgoth. Am Ortseingang befand sich ein altes Heiligenbild, das den hl. Augustinus mit dem Teufel in Ketten zeigte.
1869 bestand Bobrownik aus 40 Häusern und hatte 264 Einwohner. Im Mai 1874 wurde aus den Landgemeinden Bobrownik, Ellguth-Hultschin, Hoschialkowitz, Klein Darkowitz und Langendorf sowie den Gutsbezirken Vorwerk Hoschialkowitz, Schloss Hultschin und Klein Darkowitz der Amtsbezirk Schloss Hultschin gebildet. 1880 erhielt Bobrownik eine eigene Schule. Im Jahre 1900 hatte Bobrownik 414 Einwohner, 1910 waren es 462. 
Aufgrund des Versailler Vertrages von 1919 wurde das Hultschiner Ländchen 1920 der Tschechoslowakei zugeschlagen und daraus der Okres Hlučín gebildet. 1921 lebten in den 71 Häusern der Gemeinde Bobrovníky/Bobrownik einschließlich eines Anteils der Kolonie Malánky, dem Hegerhaus und dem alten Vorwerk 552 Personen, darunter 502 Tschechen und 46 Deutsche. Im Jahre 1924 gab es in der Gemeinde eine dreiklassige Dorfschule, einen Konsum und ein Restaurant. Wegen seiner Lage inmitten von Wäldern, der weiten Aussicht und dem durch Wege erschlossenen Tal der Opava mit Bademöglichkeiten wurde der zunehmend von Ausflüglern frequentiert. 1930 bestand Bobrownik aus 92 Häusern und hatte 680 Einwohner. 
Nach dem Münchener Abkommen vom 29. September 1938 wurde Bobrownik zusammen mit dem Hultschiner Ländchen vom Deutschen Reich besetzt. Die Gemeinde gehörte nunmehr zum Landkreis Hultschin, der 1939 dem Landkreis Ratibor in der preußischen Provinz Schlesien eingegliedert wurde. 
Der am 17. Januar 1939 neu eingerichtete Amtsbezirk Hoschialkowitz bestand aus den Gemeinden Bobrownik, Ellguth-Hultschin und Hoschialkowitz. Die vorgesehene Umbenennung von Bobrownik in Biberswald (Kr. Ratibor) wurde nicht mehr vollzogen. 
Nach dem Ende des Zweiten Weltkriegs kam Bobrovníky wieder an die Tschechoslowakei zurück. 1949 wurde die Gemeinde dem Okres Ostrava-okolí zugeordnet. Im Jahre 1950 bestand Bobrovníky aus 114 Häusern und hatte 685 Einwohner. Im Zuge der Gebietsreform von 1960 erfolgte die Umgliederung der Gemeinde zum Okres Opava. 1970 lebten in den 208 Häusern des Dorfes 885 Personen. 1975 erfolgte die Eingemeindung von Bobrovníky nach Hlučín. 1991 hatte Bobrovníky 1244 Einwohner und umfasste 316 Häuser. Beim Zensus von 2011 bestand Bobrovníky aus 357 Wohnhäusern und hatte 1336 Einwohner.

## Ortsgliederung
Der Ortsteil Bobrovníky bildet einen Katastralbezirk.

## Gemeindesiegel

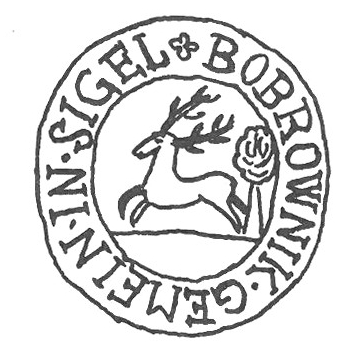
Ortssiegel von 1722

Es wird angenommen, dass Bobrownik wie die anderen Dörfer der Herrschaft Hultschin seit dem Ende des 17. Jahrhunderts ein eigenes Ortssiegel führte. Der älteste erhaltene Abdruck stammt von 1722. Das Siegel zeigt einen laufenden Hirsch neben einem Laubbaum und trägt die Umschrift BOBROWNIK GEMEIN IN SIGEL. Ob dieses Siegel auch nach 1742 weiter verwendet wurde, ist nicht bekannt. Weder aus der preußischen Zeit noch aus der Zeit der Ersten Republik sind Abdrücke überliefert. Nach dem Zweiten Weltkrieg verwendete der Örtliche Nationalausschuss ein anderes Siegel mit dem Böhmischen Löwen. 

## Sehenswürdigkeiten
- Barocke Kapelle des hl. Prokop, errichtet 1820 als Ersatz für die fünf Jahre zuvor abgebrannte Hubertuskapelle. Im Innern befinden sich Gedenktafeln mit den Namen der in den beiden Weltkriegen gefallenen Einwohner.
- Hřib (Pilz; 321 m. n.m.), höchste Erhebung des Hultschiner Ländchens. Der unterhalb der Kuppe gelegene Platz Parizol bietet einen weiten Ausblick über die umliegenden Dörfer und das Tiefland bis zu den Beskiden. Der Name des Platzes wird in verschiedenen Legenden mit Erzherzogin Maria Theresia in Verbindung gebracht. Zum einen soll auf dem Platz während des Schlesischen Kriegs ihr Zelt gestanden haben und ihre Entscheidung zur Aufgabe eines Teils von Schlesien gefallen sein; nach anderer Version soll sie erst später von dem Platz unter einem Regenschirm auf die nach dem Schlesischen Krieg 1742 an Preußen verlorenen Gebiete geblickt haben.